# 马村乡 (舞阳县)
马村乡，是中华人民共和国河南省漯河市舞阳县下辖的一个乡镇级行政单位。

## 行政区划
马村乡下辖以下地区：
尚张村、湾王村、乔庄村、段窑村、张王庄村、湖西蔡村、马北村、马南村、王徐村、前姚村、绰陈村、范台村、仙庄杨村、沟陈村、红旗村、小寨村、任桥村、黄林村、放磨店村、岗寺村、碾王村、大郭庄村、关寨东村、关寨西村、郭炎庄村、慕庄村、庞店村和华店村。